# Ministri delle finanze del Portogallo
I ministri delle finanze del Portogallo dal 1976 (restaurazione della democrazia, a seguito della rivoluzione dei garofani e della caduta del regime di António Salazar) ad oggi sono i seguenti.

## Lista
| Ministro | Ministro | Ministro                      | Partito                                       | Governo                                        | Inizio           | Fine             |
| -------- | -------- | ----------------------------- | --------------------------------------------- | ---------------------------------------------- | ---------------- | ---------------- |
|          |          | Henrique Medina Carreira      | Partito Socialista                            | Mário Soares                                   | 23 luglio 1976   | 30 gennaio 1978  |
|          |          | Vítor Constâncio              | Partito Socialista                            | Mário Soares                                   | 30 gennaio 1978  | 29 agosto 1978   |
|          |          | José da Silva Lopes           | Indipendente                                  | Alfredo Nobre da Costa                         | 29 agosto 1978   | 22 novembre 1978 |
|          |          | Manuel Jacinto Nunes          | Indipendente                                  | Carlos Mota Pinto                              | 22 novembre 1978 | 1º agosto 1979   |
|          |          | António de Sousa Franco       | Partito Social Democratico                    | Maria de Lourdes Pintasilgo                    | 1º agosto 1979   | 3 gennaio 1980   |
|          |          | Aníbal Cavaco Silva           | Partito Social Democratico                    | Francisco Sá Carneiro, Diogo Freitas do Amaral | 3 gennaio 1980   | 9 gennaio 1981   |
|          |          | João Morais Leitão            | Indipendente                                  | Francisco Pinto Balsemão                       | 9 gennaio 1981   | 4 settembre 1981 |
|          |          | João Salgueiro                | Indipendente                                  | Francisco Pinto Balsemão                       | 4 settembre 1981 | 9 giugno 1983    |
|          |          | Ernâni Lopes                  | Azione Social Democratica Indipendente        | Mário Soares                                   | 9 giugno 1983    | 6 novembre 1985  |
|          |          | Miguel Cadilhe                | Partito Social Democratico                    | Aníbal Cavaco Silva                            | 6 novembre 1985  | 5 gennaio 1990   |
|          |          | Miguel Beleza                 | Partito Social Democratico                    | Aníbal Cavaco Silva                            | 5 gennaio 1990   | 31 ottobre 1991  |
|          |          | Jorge Braga de Macedo         | Partito Social Democratico                    | Aníbal Cavaco Silva                            | 31 ottobre 1991  | 7 dicembre 1993  |
|          |          | Eduardo Catroga               | Indipendente                                  | Aníbal Cavaco Silva                            | 7 dicembre 1993  | 28 ottobre 1995  |
|          |          | António Sousa Franco          | Partito Socialista                            | António Guterres                               | 28 ottobre 1995  | 25 ottobre 1999  |
|          |          | Joaquim Pina Moura            | Partito Socialista                            | António Guterres                               | 25 ottobre 1999  | 3 luglio 2001    |
|          |          | Guilherme de Oliveira Martins | Indipendente                                  | António Guterres                               | 3 luglio 2001    | 6 aprile 2002    |
|          |          | Manuela Ferreira Leite        | Partito Social Democratico                    | José Manuel Durão Barroso                      | 6 aprile 2002    | 17 luglio 2004   |
|          |          | António Bagão Félix           | Centro Democratico Sociale - Partito Popolare | Pedro Santana Lopes                            | 17 luglio 2004   | 12 marzo 2005    |
|          |          | Luís Campos e Cunha           | Partito Socialista                            | José Sócrates                                  | 12 marzo 2005    | 21 luglio 2005   |
|          |          | Fernando Teixeira dos Santos  | Partito Socialista                            | José Sócrates                                  | 21 luglio 2005   | 21 giugno 2011   |
|          |          | Vítor Gaspar                  | Partito Social Democratico                    | Pedro Passos Coelho                            | 21 giugno 2011   | 2 luglio 2013    |
|          |          | Maria Luís Albuquerque        | Partito Social Democratico                    | Pedro Passos Coelho                            | 2 luglio 2013    | 26 novembre 2015 |
|          |          | Mário Centeno                 | Partito Socialista                            | António Costa                                  | 26 novembre 2015 | 15 giugno 2020   |
|          |          | João Leão                     | Partito Socialista                            | António Costa                                  | 15 giugno 2020   | 30 marzo 2022    |
|          |          | Fernando Medina               | Partito Socialista                            | António Costa                                  | 30 marzo 2022    | 2 aprile 2024    |
|          |          | Joaquim Miranda Sarmento      | Partito Social Democratico                    | Luís Montenegro                                | 2 aprile 2024    |                  |